# Fesztycykloramat
Fesztycykloramat eller Ungrarnas ankomst (ungerska: A magyarok bejövetele), är en cykloramamålning, som visar det ungerska folkets ankomst till Donaubäckenet 895, och som finns i Ópusztaszer i Ungern.
Den knappt 120 meter långa och knappt 15 meter höga målningen skapades av Árpád Feszty med medhjälpare och var färdig 1894 till 1000-årsminnet av det ungerska folkets invandring till nuvarande Ungern. Sedan 1995 har den visats i Ópusztaszers nationalpark i Ungern.
Árpád Feszty hade 1891 sett en panoramamålning av Édouard Detaille och Alphonse-Marie-Adolphe de Neuville i Paris. Han hade först idén att avbilda Syndafloden på ett liknande sätt, men under inrådan av sin svärfar, den kände ungerske författaren Mór Jókai, bytte han inriktning till att i stället avbilda det ungerska folkets invandring till Ungern.
För att åstadkomma en sann representation av landskapet, besökte Árpád Feszty Vereckepasset i Karpaterna, nära Munkács, där ungrarna hade trängt in i Donaubäckenet 895. Under arbetets gång rapporterade ungersk press kontinuerligt om dess framskridande och förutspådde att det skulle avslutas till Ungerns nationaldag den 20 augusti 1893. Budapests stadsstyrelse stod för finansieringen, och föreskrev i kontraktet att cykloramat skulle visas i staden. Árpád Feszty kunde inte färdigställa målningen 1893, och fick ta hjälp av ett flertal konstnärer för att få den klar till våren 1894. Den visades från den 13 maj 1894 på jubileumsutställningen i Budapest. Målningen fraktades så småningom till London för att visas på Greater Britain Exhibition 1899, och återkom till Budapest först 1909, varefter dess andra utställning i Ungern öppnades. 
Under Slaget om Budapest mot slutet av andra världskriget skadades både målningen och dess byggnad. Under 1970-talet beslöts att inrätta Ópusztaszers nationalpark i Ópusztaszer. I detta ingick byggandet av en ny rotunda för cykloramat, vars restaurering också påbörjades. Rotundabygget stannade av 1979, varefter delar av duken lagrades utan att färdigrenoveras. År 1991 återupptog en grupp polska konservatorer restaureringen, och från 1995 har cykloramat åter visats för allmänheten.

## Bildgalleri

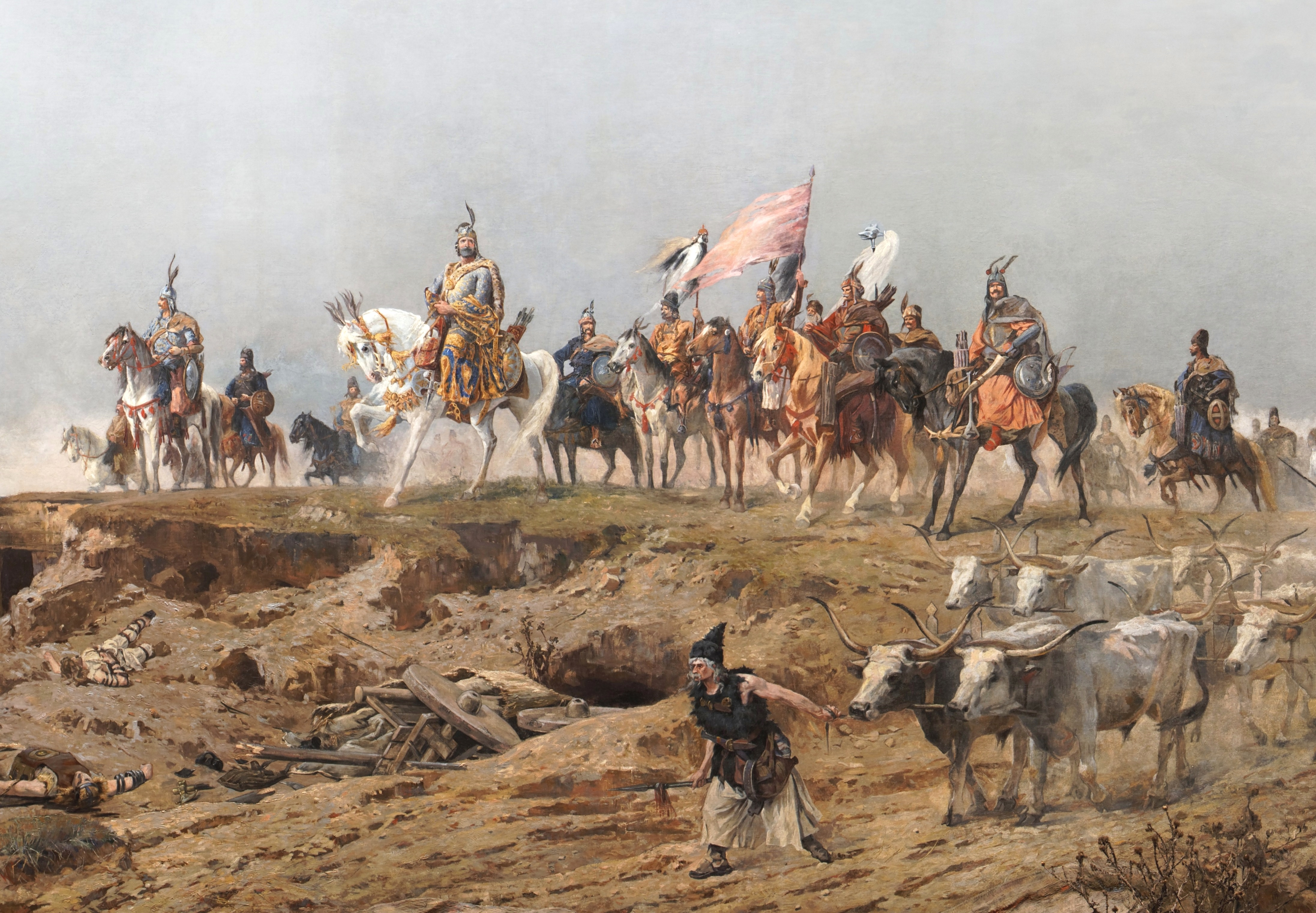
Ungrarnas sju hövdingar, detalj av cykloramat
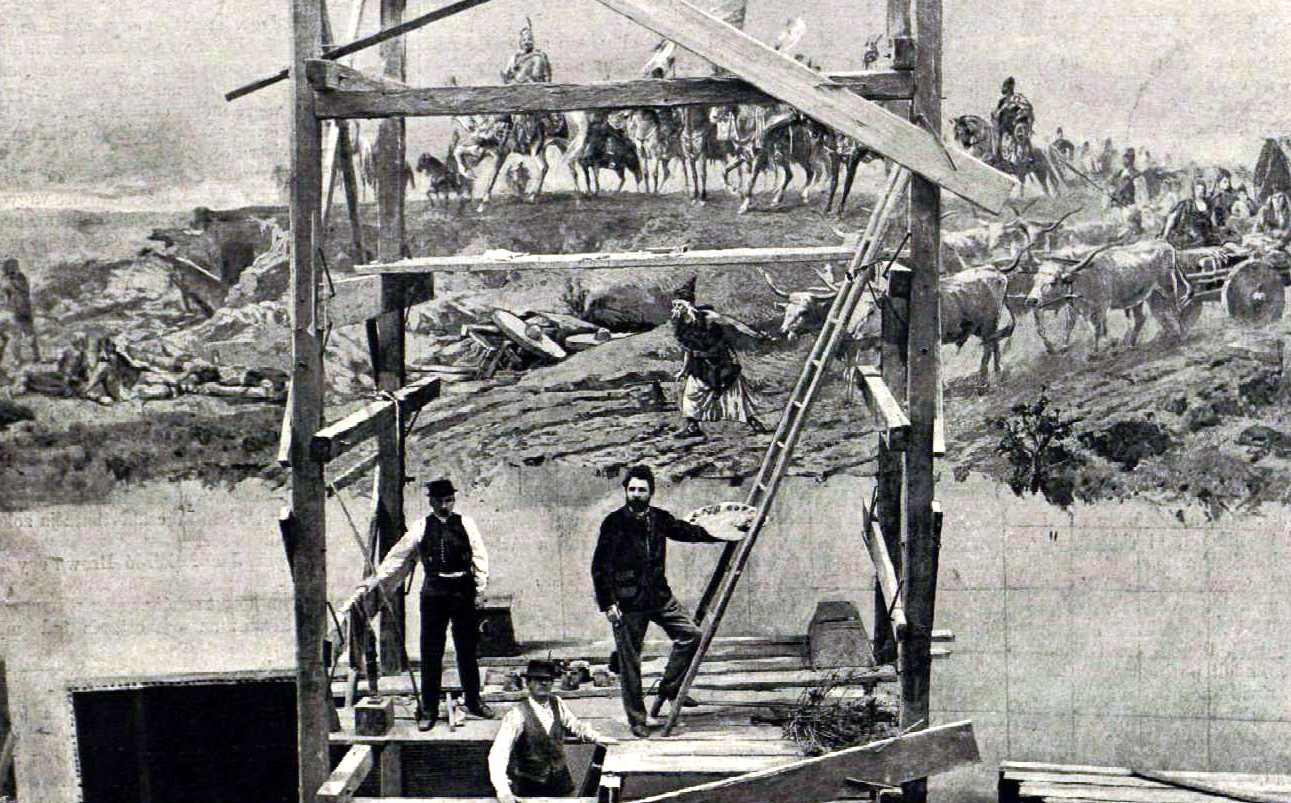
Feszty och hans assistenter i arbete
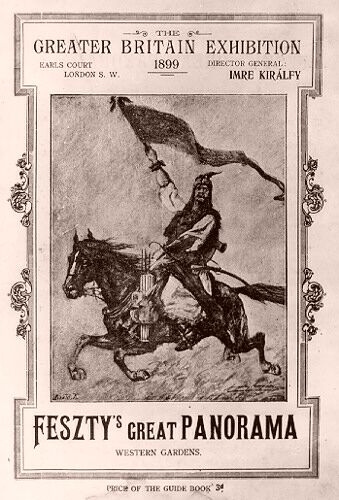
Fesztys Cyklorama visad vid Greater Britain Exhibition 1899
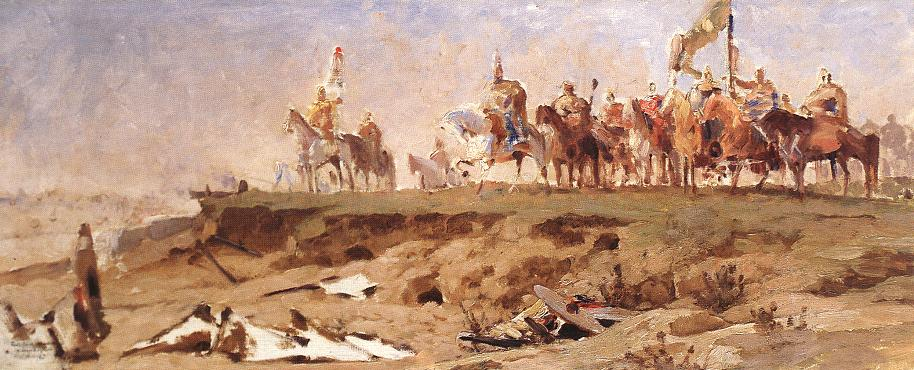
Fesztys första skiss 1891
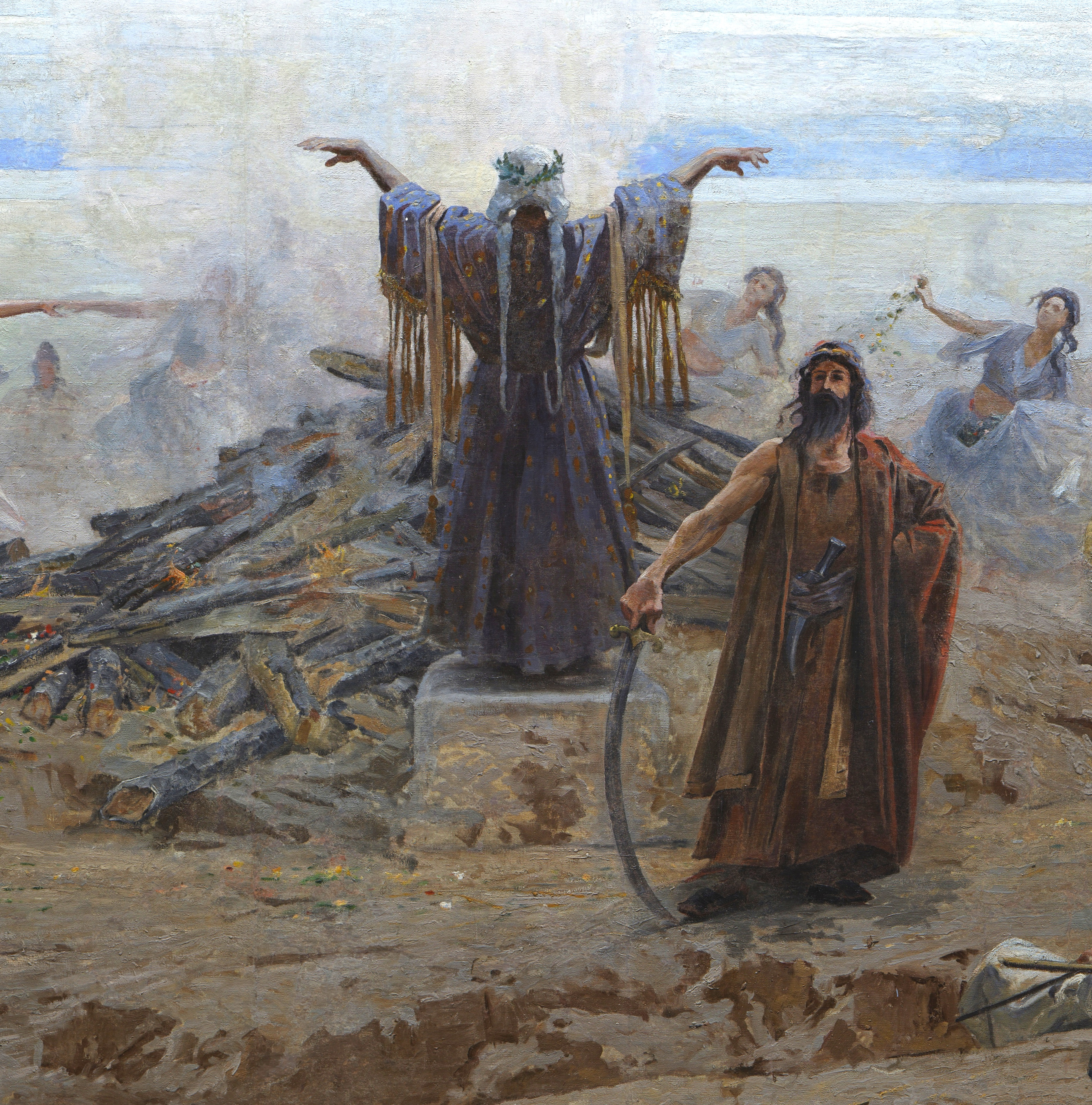
En ungersk "táltos" (schaman)
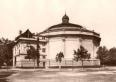
Cykloramats första rotunda i Budapest